# Steltvorkstaartplevier
De steltvorkstaartplevier (Stiltia isabella) is een vogel behorend tot de renvogels en vorkstaartplevieren, de vogel behoort tot het genus Stiltia en is de enige soort behorend tot dit genus. Er zijn geen ondersoorten van de vogel bekend.

## Kenmerken
De bovenzijde van het verenkleed is bleek-kaneelbruin, de onderzijde licht-bruingrijs. Op de buik bevindt zich een kastanjebruine vlek. De vogel heeft lange poten, lange vleugels, een vorkstaart en een korte, gebogen snavel met rode mondhoeken. Het verenkleed is bij beide geslachten gelijk. De lichaamslengte bedraagt 21 tot 24 cm en het gewicht 60 tot 70 gram.

## Leefwijze
Zijn voedsel bestaat uit insecten, die hij tijdens de vlucht vangt, maar op de grond rent hij er ook achteraan. De steltvorkstaartplevier moet regelmatig drinken en zal dus nooit ver bij het water vandaan gaan.
Het nest, een ondiepe kuil bedekt met droge planten en omringd met kleine kiezels, bevindt zich op kale, rotsachtige grond.

## Verspreiding
Deze soort komt voor in Australië, Indonesië en Nieuw-Guinea. Ze broeden in Midden- en Noord-Australië. Ze bewonen kale, open gebieden met wat gras en lage struiken, en komen ook wel voor langs kale oevers van ondiepe meren.